# Herman Scheerre

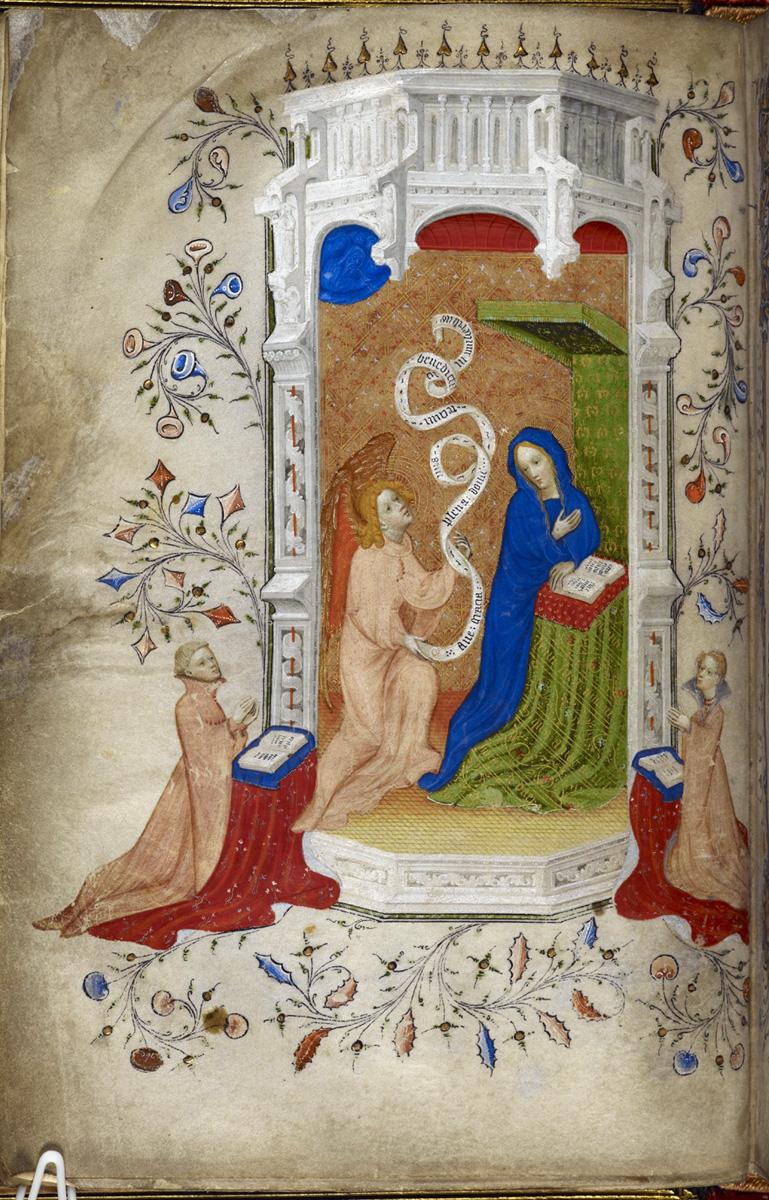
Beaufort getijden, annunciatie, f23v, Herman Scheerre

Herman Scheerre (ca. 1388 – ca. 1422) is een miniaturist die actief was in Engeland, waarschijnlijk in Londen, in het eerste kwart van de 15e eeuw. Hij zou afkomstig zijn uit Vlaanderen of uit Duitsland, meer bepaald uit Duisburg in de buurt van Keulen, maar er is nog geen zekerheid daarover.

## Biografische elementen
Herman Scheerre werkte in het begin van de 15e eeuw in Engeland samen met een aantal andere miniaturisten die uit de hofschool van Westminster kwamen, maar ook van over zee. Hij zou gewoond hebben in de wijk van de boekhandelaars in de Paternoster Row in de buurt van St Paul’s. De stijl van Scheerre heeft Vlaamse kenmerken maar verscheidene kunstgeleerden plaatsen hem in Duitsland. Volgens sommigen zou hij geïdentificeerd kunnen worden met een Herman van Keulen die in 1402-1403 meewerkte aan het schilderen en vergulden van de Calvarie van de Mozesput in Champmol. Daar zou hij Melchior Broederlam uit Ieper en diens werk hebben leren kennen. Anderen zijn van mening dat hij uit Vlaanderen was. Zijn Duitse afkomst zou moeten blijken uit twee testamenten waarin een Herman lymnour voorkomt en ook een Herman de Colonia genoemd wordt. Margaret Rickert trok hieruit de conclusie dat het over dezelfde persoon zou kunnen gaan en dat daarmee de afkomst van Scheerre was vastgelegd.
Charles Kuhn besluit op basis van de studie van een aantal handschriften met miniaturen waarvan de stijl gelijkaardig is aan die van Herman Scheerre, dat die niet afkomstig was uit het Rijnland en Keulen en evenmin uit Holland. Op stijlbasis komen de Zuidelijke Nederlanden, het Graafschap Henegouwen en Picardië aan bod, maar de laatste twee sluit hij uit omwille van het gebruik van Romaanse dialecten in toegevoegde teksten terwijl in de boeken waarin miniaturen van Scheerre voorkomen, Germaanse dialecten worden gebruikt. Hij situeert Herman in Gent waar een van de gerelateerde manuscripten kan geplaatst worden, en dit zou ook zijn samenwerking met de Beaufort-meester verklaren.

## Signaturen
Herman Scheerre heeft een aantal werken gesigneerd met zijn persoonlijk motto. In het Chichele breviarium vinden we Si quis amat non laborat quo(d) herman in de achtergrond van de miniatuur op f1r. In het Bedford Psalter-getijdenboek vinden we op f124r `Herman your meke seruant´ en op f234r de tekst `I am Herman your own servant´. In het missaal Ms. Add 16998 van de British Library staat op f37r `Hermannus Scheerre me fecit´ en op f67r de Latijnse tekst `Omnia Leuia sun(t) aman(ti)´, wat niet alleen een bevestiging is van zijn achternaam, maar ook een miniatuur oplevert die met grote zekerheid persoonlijk aan hem kan worden toegeschreven. In de Nevill getijden op f30, komen we de volledige tekst tegen namelijk: `omnia leuia sunt amant i- si quis amat non laborat´. Aan de hand van delen van de tekst die in andere werken van de meester en van zijn school herhaald werden, konden verschillende werken worden toegeschreven.

## Stijlkenmerken
In vergelijking met de Engelse traditie is de stijl van Herman eerder statisch en plastisch. In het begin van zijn carrière is zijn concept van ruimte eerder summier en de plaatsing van de figuren in de ruimte is irrationeel ze worden achter het beeldvlak geplaatst en overlappen vaak het kader van de afbeelding. In deze jaren is zijn stijl soepel, verfijnd en zeer afgewerkt. Later wordt de ruimte dieper, vaak in een ronde of veelhoekige vorm, en zijn de figuren logischer in de ruimte geplaatst. De boorden van de afbeelding worden niet meer overschreden. Zijn verf wordt wat ruwer en zwaarder aangebracht en de kleuren worden krachtiger.

## Werken
Hierbij een lijst van werken waaraan Herman Scheerre of zijn atelier zouden hebben meegewerkt. 
- Londen, British Library, MS 2A XVIII, Beaufort-getijdenboek, ca. 1400, met de Beaufort-meester
- Londen, Eric G. Miller collectie, getijdenboek, ca. 1405.[9]
- Londen, British Library, Ms. Add.16998, een missaal en devotiegebeden. Ca. 1405-1407.[6]
- Londen, British Library, Add Ms 42131, Bedford Psalter-getijdenboek, Londen 1414-1422.[10]  (Digitale facsimile online)
- Londen, British Library, MS 1 E IX, The ‘Big Bible’ (63 bij 43 cm), ca. 1410.[11]
- Londen, Lambeth Palace Library, Ms. 69, Chichele breviarium, voor 1416.[12]
- Gloucestershire, Berkeley Castle, Nevill getijden , ca. 1405-1410
- Oxford, Bodleian Library, MS. Bodl. 294, Confessio Amantis van John Gower — begin 15e eeuw, Engels, Londen (?).[13] (Met online afbeeldingen)
- Oxford, Bodleian Library, MS. Bodl. 693, getijdenboek.— begin 15e eeuw  Engels.[14] (Met online afbeeldingen)
- Oxford, Bodleian Library, MS. Gough Liturg. 6, getijdenboek — begin 15e eeuw Engels.[15] (Met online afbeeldingen)
- Oxford, Bodleian Library, MS. Lat. liturg. f. 2 — getijdenboek, 1405-1413; Frankrijk of Vlaanderen, met toevoegingen in Engeland.[16] (Digitale facsimile online)
- Oxford, Bodleian Library, MS. Laud Misc. 609, Confessio amantis van John Gower— begin 15e eeuw English.[17] (Met online afbeeldingen)

- Union List of Artist Names: 500030226
- Virtual International Authority File: 15318306